# 渡边一平 (游泳运动员)
渡邊一平（日语：／ Watanabe Ippei，1997年3月18日—），生于大分县津久見市，是一名擅长蛙泳的日本游泳运动员，身高193公分。LDH所屬。现正就读于早稻田大学。

## 运动生涯
2014年8月，渡边参加了在中国南京举行的第2届夏季青奥会，在男子200米蛙泳比赛中以2分11秒31的成绩夺得金牌，这枚金牌是日本队在该届青奥会游泳项目上获得的唯一一枚奖牌。
2015年3月底，他在第37届日本奥委会青少年奥林匹克杯春季游泳比赛中获得了男子100米和200米蛙泳的冠军，并被授予“最优秀选手”称号。不久后升入早稻田大学体育科学部。
2016年4月，渡边在日本游泳锦标赛男子200米蛙泳比赛中以2分9秒45的成绩位列第二，与第一名的小关也朱笃一同获得里约奥运会该项目的参赛资格。同年8月，渡边参加里约奥运游泳男子100米蛙泳和200米蛙泳两个项目的比赛，在100米蛙泳预赛上，他游出了1分0秒33，在所有选手中位列第18名，未能晋级半决赛。而在三天后的200米蛙泳半决赛上，渡边表现突出，以2分7秒22的成绩刷新奥运纪录，晋级决赛，然而在决赛中，他没能游出最佳状态，最终仅以2分7秒87排名第6。
2017年1月29日，渡边在第10届东京都游泳锦标赛（又名北岛康介杯）200米蛙泳项目上游出2分6秒67的成绩，打破了同胞山口观弘保持的2分7秒01的世界纪录，并成为世界上首个在该项目上游进2分7秒的选手。同年，他首次出战世界游泳锦标赛，参加两个项目的比赛，其中100米蛙泳排名第22名，无缘半决赛，200米蛙泳以2分7秒47的成绩排名第三，获得铜牌。
2018年8月，渡边出战了泛太平洋游泳锦标赛和亚洲运动会两大赛事，在率先进行的泛太平洋游泳锦标赛中，他以2分7秒75的破赛会纪录的成绩获得男子200米蛙泳冠军，这是他首次在国际主要成年级赛事中夺金。随后，他随队参加亚洲运动会，共收获3枚银牌，分别来自于男子200米蛙泳、男子4×100米混合泳接力和男女混合4×100米混合泳接力。
2019年7月，渡边赴韩国光州参加个人的第二次世界游泳锦标赛，他在唯一的参赛项目男子200米蛙泳上以2分6秒73的成绩再次夺得铜牌，而他先前保持的世界纪录也在该次比赛中被夺冠选手安东·丘普科夫打破。